# Chengdu Airlines
Chengdu Airlines is een Chinese luchtvaartmaatschappij met haar thuisbasis in Chengdu en hoofdzetel op de Internationale luchthaven Chengdu Shuangliu. Het is een dochteronderneming van (o.m.) Sichuan Airlines en exploiteert een netwerk van geplande binnenlandse passagiersvluchten vanuit haar hub op Chengdu Shuangliu International Airport en Chengdu Tianfu International Airport, beide gelegen in Chengdu.

## Geschiedenis
Oorspronkelijk heette de maatschappij United Eagle Airlines Co., Ltd (鹰联航空公司; ook bekend als UEAir), het bedrijf werd in 2004 opgericht door een voormalig directeur van China Northwest Airlines, waarbij de nodige financiering werd verstrekt door de Vickers Financial Group. Het nam op 8 juli 2005 zijn eerste vliegtuig in ontvangst, een Airbus A320 die voorheen toebehoorde aan Air Jamaica en op 27 juli werden inkomstenvluchten gestart. Een ander vergelijkbaar vliegtuigtype, de iets kleinere Airbus A319, werd op 2 december van dat jaar in dienst gesteld bij United Eagle Airlines.
In maart 2009 investeerde Sichuan Airlines 200 miljoen RMB (circa 30 miljoen USD) in United Eagle Airlines, waarmee Sichuan Airlines 76 procent van de aandelen in handen kreeg. Eind 2009 werd een bijkomende kapitaalinjectie van 380 miljoen RMB uitgevoerd, gefinancierd door de Chinese vliegtuigbouwer Comac en de Chengdu Transportation Investment Group. Hierna had Comac 48%, Sichuan Airlines 40,97% en de Chengdu Transportation Investment Group 11,03% van de aandelen. Na deze herschikking plaatste United Eagle Airlines een vaste bestelling voor 30 Comac ARJ21's, waarvan de eerste aanvankelijk eind 2010 zou worden geleverd, maar uiteindelijk pas op 29 november 2015 werd uitgeleverd. 
Op 23 januari 2010 werd de luchtvaartmaatschappij omgedoopt tot Chengdu Airlines. Met de levering van de eerste ARJ21 werd Chengdu Airlines de launch customer van dit vliegtuigtype.

## Vloot
De vloot van Chengdu Airlines bestaat uit:(november 2024)
- 4 Airbus A319-100
- 31 Airbus A320-200
- 12 Airbus Airbus A320neo
- 5 Airbus Airbus A321neo
- 30 Comac Comac C909